# خانه غرب ساباط ارگ بم
خانه غرب ساباط ارگ بم  مربوط به دوره ایلخانی تا دوره قاجار است و در بم، داخل ارگ بم، کوچه ساباط یهودیها واقع شده و این اثر در تاریخ ۲۷ مرداد ۱۳۸۲ با شمارهٔ ثبت ۹۵۶۸ به‌عنوان یکی از آثار ملی ایران به ثبت رسیده است.